# محافظة مالامبا
مالامبا (Malampa) هي إحدى محافظات جمهورية فانواتو. تتكون من ثلاثة جزر رئيسية: مالاكولا، وأمبريم، وباما. من أسماء هذه الجزر الثلاثة سُمّيت المقاطعة بهذا الاسم. توجد بالمحافظة جزر أخرى صغيرة مثل أريبيف، ونورسب، ورانو، ووالا، وأتشين، وفاو على سواحل مالاكولا. كما توجد بها الجزيرة البركانية لوبيفي، وهي غير مأهولة حالياً.
عدد سكان المحافظة 36700 نسمة، ومساحتها 2779 كم². عاصمتها لاكاتورو. من أشهر جبال المحافظة ماروم، وأشهر خلجانها بلاك ساند باي.